# Diplazium × papyraceum
Diplazium × papyraceum là một loài dương xỉ trong họ Athyriaceae. Loài này được Jermy & T.G.Walker mô tả khoa học đầu tiên năm 1985.
Danh pháp khoa học của loài này chưa được làm sáng tỏ. 